# Yeongi-myeon
Yeongi-myeon (koreanska: 연기면) är en socken i staden Sejong, Sydkorea. Den ligger 115 km söder om huvudstaden Seoul.
Före 2012 hette den Nam-myeon.